# Omphale laevigata
Omphale laevigata är en stekelart som beskrevs av Christer Hansson 1996. Omphale laevigata ingår i släktet Omphale och familjen finglanssteklar. Inga underarter finns listade i Catalogue of Life.